# Доден, Осеан
Осеа́н Доде́н (фр. Océane Dodin; родилась 24 октября 1996 года в Лилле, Франция) — французская теннисистка; победительница одного турнира WTA в одиночном разряде.

## Общая информация
Любимое покрытие Осеан — хард, лучший элемент игры — подача.

## Спортивная карьера

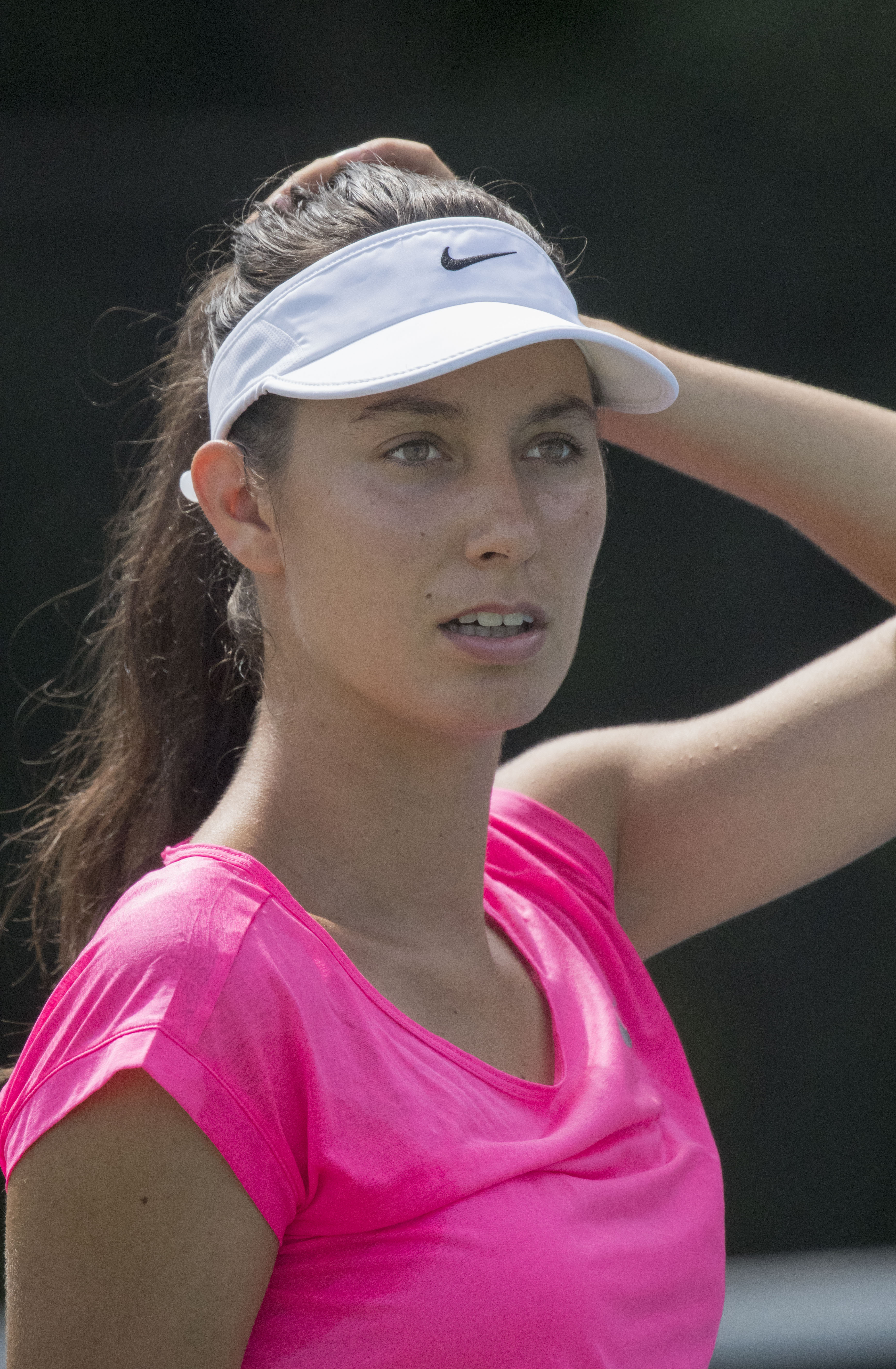
На турнире в Вашнгтоне в 2016 году

Первый профессиональный взрослый турнир Доден сыграла в 2011 году. В 2013 году ей удалось выиграть первый 10-тысячник из цикла ITF. В 2014 году она выиграла еще четыре титула из цикла ITF, два из которых были выиграны на 25-тысячниках. В октябре того же года ей удалось сыграть в финале на 100-тысячнике ITF в Пуатье. В январе 2015 года Доден получила специальное приглашение на первый в карьере турнир серии Большого шлема в основной сетке — Открытый чемпионат Австралии, где смогла выиграть один матч и выйти во второй раунд. В конце лета она также выступила и на Открытом чемпионате США, обыграв в первом раунде сеянную Елену Янкович.
В июле 2016 года она вышла в финал 100-тысячника в Контрексвиле. В сентябре Доден смогла победить на турнире основного тура WTA. Произошло это важное для её карьеры событие на соревновании в Квебеке, где в финале удалось обыграть Лорен Дэвис из США со счётом 6-4, 6-3. Этот успех позволил француженке впервые подняться в топ-100 одиночного рейтинга. В октябре она смогла, начав путь с квалификации выйти в четвертьфинал турнира в Линце, а позже выиграла титул на 100-тысячнике цикла ITF в Пуатье, где в финале снова переиграла Лорен Дэвис. В 2018 году Доден на трёх из четырёх туррирах Большого шлема проходила во второй раунд. В феврале на турнире в Будапеште удалось выйти в четвертьфинал. В апреле на крупном турнире в Мадриде она, начав с квалификации, сдоиграла до третьего раунда и смогла нанести поражение во втором раунде № 5 в мире на тот момент Доминике Цибулковой (6-2, 6-4). 12 июня она смогла подняться на самую высокую в карьере — 46-ю строчку мирового рейтинга. В августе на турнире в Вашингтоне она подряд переиграла Янкович, Эррани, Лисицки и пробилась в полуфинал.
В 2018 году результаты Доден пошли на спад. К апрелю она потеряла позицию в топ-100, а середины июля больше не играла на турнирах до конца сезона. Возвращение на корт состоялось в апреле 2019 года. Осенью она выиграла первый трофей на 25-тысячнике ITF и к концу года попала во второй сотню рейтинга. В феврале 2020 года уже в основном туре на турнире в Санкт-Петербурге Доден выиграла квалификационный отбор и прошла в основной сетке до четвертьфинала. В марте она вышла ещё раз в 1/4 финала на турнире в Лионе, а в ноябре также сделала на турнире в Линце. В июле 2021 года Доден смогла выйти в полуфинал турнира в Палермо. В сентябре смогла вернуться в первую сотню рейтинга. В апреле 2022 года она впервые получила приглашение в сборную Франции в розыгрыше Кубка Билли Джин Кинг, однако свою встречу раунда квалификации француженки проиграли  команде Италии. В мае Доден смогла выйти в полуфинал на турнире в Страсбурге. Поддерживать стабильные результаты по ходу сезона не получилась и концу года она вновь покинула топ-100.
В 2023 году Доден набирала форму в основном в младшем цикле ITF и смогла за сезон выиграть пять титулов разного уровня. Она за сезон сыграла в основной сетке на одном турнире Большого шлема — Открытом чемпионате Франции, где вышла во второй раунд. К концу года она вновь смогла вернуть место в первой сотне рейтинга. На Открытом чемпионате Австралии 2024 года Доден впервые смогла выйти в четвёртый раунд на Больших шлемах.

## Итоговое место в рейтинге WTA по годам
| Год  | Одиночный рейтинг | Парный рейтинг |
| 2023 | 102               |                |
| 2022 | 108               | 1 327          |
| 2021 | 101               | 1 348          |
| 2020 | 107               |                |
| 2019 | 192               |                |
| 2018 | 319               |                |
| 2017 | 85                | 383            |
| 2016 | 71                |                |
| 2015 | 150               |                |
| 2014 | 245               |                |
| 2013 | 609               |                |
| 2012 | 767               |                |
| 2011 | 1 170             |                |

## Выступления на турнирах

### Финалы турнировWTAв одиночном разряде (1)

#### Победа (1)
| Легенда:                    |
| --------------------------- |
| Турниры Большого шлема (0)* |
| Олимпиада (0)               |
| Итоговый турнир WTA (0)     |
| WTA 1000 (0)                |
| WTA 500 (0)                 |
| International / WTA 250 (1) |

| Титулы по покрытиям | Титулы по месту проведения матчей турнира |
| ------------------- | ----------------------------------------- |
| Хард (0)*           | Зал (1)                                   |
| Грунт (0)           | Зал (1)                                   |
| Трава (0)           | Открытый воздух (0)                       |
| Ковёр (1)           | Открытый воздух (0)                       |

* количество побед в одиночном разряде.
| №  | Дата             | Турнир         | Покрытие    | Соперница в финале | Счёт    |
| 1. | 18 сентября 2016 | Квебек, Канада | Ковёр (зал) | Лорен Дэвис        | 6-4 6-3 |

### Финалы турнировITFв одиночном разряде (28)

#### Победы (17)
| Легенда:                  |
| ------------------------- |
| 100.000 USD (1)*          |
| 80.000 (75.000)** USD (0) |
| 60.000 (50.000)** USD (3) |
| 40.000 USD (1)            |
| 25.000 USD (9)            |
| 15.000 (10.000)** USD (3) |

** призовой фонд до 2017 года
| Титулы по покрытиям | Титулы по месту проведения матчей турнира |
| ------------------- | ----------------------------------------- |
| Хард (15)*          | Зал (8)                                   |
| Грунт (1)           | Зал (8)                                   |
| Трава (0)           | Открытый воздух (9)                       |
| Ковёр (1)           | Открытый воздух (9)                       |

* количество побед в одиночном разряде.
| №   | Дата             | Турнир                             | Покрытие    | Соперница в финале   | Счёт           |
| 1.  | 28 апреля 2013   | Лес-Франкесес-дель-Вальес, Испания | Хард        | Тесс Суньо           | 6-3 6-3        |
| 2.  | 18 мая 2014      | Анталья, Турция                    | Хард        | Алекса Гуарачи       | 4-6 6-4 6-3    |
| 3.  | 29 июня 2014     | Амаранти, Португалия               | Хард        | Валерия Страхова     | 6-3 6-2        |
| 4.  | 20 сентября 2014 | Шрусбери, Великобритания           | Хард (зал)  | Карина Виттхёфт      | 6-4 6-3        |
| 5.  | 23 ноября 2014   | Завада, Польша                     | Ковёр (зал) | Елена Остапенко      | 7-5 6-4        |
| 6.  | 22 ноября 2015   | Шрусбери, Великобритания           | Хард (зал)  | Фрейя Кристи         | 7-6(3) 7-5     |
| 7.  | 4 сентября 2016  | Барселона, Испания                 | Грунт       | Йоана Лоредана Рошка | 6-3 6-4        |
| 8.  | 30 октября 2016  | Пуатье, Франция                    | Хард (зал)  | Лорен Дэвис          | 6-4 6-2        |
| 9.  | 13 октября 2019  | Шербур-ан-Котантен, Франция        | Хард (зал)  | Армони Тан           | 6-4 6-2        |
| 10. | 1 марта 2020     | Макон, Франция                     | Хард (зал)  | Жессика Понше        | 3-6 6-1 6-3    |
| 11. | 25 октября 2020  | Реймс, Франция                     | Хард (зал)  | Людмила Самсонова    | 6-4 6-2        |
| 12. | 21 ноября 2021   | Петанж, Люксембург                 | Хард (зал)  | Анна Кубарева        | 6-3 6-1        |
| 13. | 8 января 2023    | Монастир, Тунис                    | Хард        | Кристина Дмитрюк     | 6-1 6-1        |
| 14. | 29 января 2023   | Андрезье-Бутеон, Франция           | Хард (зал)  | Одри Алби            | 3-6 6-2 7-5    |
| 15. | 12 февраля 2023  | Гренобль, Франция                  | Хард (зал)  | Симона Вальтерт      | 6-2 7-5        |
| 16. | 5 ноября 2023    | Нант, Франция                      | Хард (зал)  | Габриэла Кнутсон     | 6-7(2) 6-3 6-2 |
| 17. | 19 ноября 2023   | Петанж, Люксембург                 | Хард (зал)  | Александра Эала      | 6-1 7-5        |

#### Поражения (11)
| №   | Дата            | Турнир                | Покрытие   | Соперница в финале | Счёт               |
| 1.  | 27 июля 2014    | Вальядолид, Испания   | Хард       | Лаура Поус Тио     | 6-4 5-7 2-6        |
| 2.  | 26 октября 2014 | Пуатье, Франция       | Хард (зал) | Тимея Бабош        | 3-6 6-4 5-7        |
| 3.  | 16 августа 2015 | Вестенде, Бельгия     | Хард       | Михаэла Бузарнеску | 1-6 1-6            |
| 4.  | 10 июля 2016    | Контрексвиль, Франция | Грунт      | Полин Пармантье    | 1-6 1-6            |
| 5.  | 14 августа 2016 | Коксейде, Бельгия     | Грунт      | Ришел Хогенкамп    | 3-6 6-4 3-6        |
| 6.  | 7 июля 2019     | Корройюш, Португалия  | Хард       | Пемра Озген        | 6-3 4-6 3-6        |
| 7.  | 11 августа 2019 | Коксейде, Бельгия     | Грунт      | Ришел Хогенкамп    | 6-4 1-6 4-6        |
| 8.  | 10 ноября 2019  | Сент-Этьен, Франция   | Хард (зал) | Ана Богдан         | Без игры           |
| 9.  | 7 ноября 2021   | Нант, Франция         | Хард (зал) | Ангелина Калинина  | 6-7(4) 0-1 — отказ |
| 10. | 5 марта 2023    | Трнава, Словакия      | Хард (зал) | Жаклин Кристиан    | 6-7(7) 6-7(4)      |
| 11. | 12 марта 2023   | Трнава, Словакия      | Хард (зал) | Луция Гавличкова   | 6-3 6-7(4) 5-7     |